# VBZ Be 4/6形電車 Tram 2000
Tram 2000 は、スイスのVBZ（チューリッヒ市交通局）が1976年から導入した路面電車 Be 4/6 形に付けられた愛称である。
基本型の Be 4/6 の他に、同一構造の派生型として Be 4/8 (Sänfte)、Be 2/4 (Pony) がある。

## 概要
1976年から Be 4/6 Mirage の後継として導入された。Mirage が3車体3台車の変則的な連接車であるのに対し、一般的な2車体3台車構成の連接車となっている。基本型の運転台付き2車体連接車 Be 4/6 の他に、増結専用車として運転台のない2車体連接車 Be 4/6 と、単独のボギー車 Be 2/4 (Pony) がある。また、バリアフリー対応として、2車体連接車 Be 4/6 の中間に低床車体を追加した改造車 Be 4/8 (Sänfte) も生まれた。
走行システムはデュワグカーなどと同様のモノモーター方式で、1～2次車では直流電動機のチョッパ制御、3次車では三相交流誘導電動機のインバーター制御（回生ブレーキ付き）である。ブレーキシステムには、電気指令式の液圧動作ばねディスクブレーキを採用している。ヨーロッパの多くの都市同様、チューリヒでも路線の終端部はループ線となっているため、運転台と乗降扉は片方の側にしかない。連結運転のための電気連結器付きのGFT型密着連結器を両端に持ち、1～3次車すべての連結運転が可能である。

## 番号
Be 4/6 2001～2045
1976年～1978年製の1次車。運転台付き2車体連接車。
Be 4/6 2046～2098
1985年～1987年製の2次車。運転台付き2車体連接車。2次車は出力が150kW×2に増強された。
Be 4/6 2099～2121
1991年～1992年製の3次車。運転台付き2車体連接車。3次車は交流誘導電動機に変更、出力も160kW×2に増強された。全車が Be 4/8 に改造された。
Be 4/8 2099～2121 Sänfte
Be 4/6 2099～2121を、2004年～2005年に低床の中間車体を追加して3車体連接車としたもの。中間車は連接部を除き超低床になっている。
Be 4/6 2301～2315
1978年製の1次車で運転台のない増結専用車。
Be 2/4 2401～2420 Pony
1985年～1987年製の2次車で、運転台なしの増結専用ボギー車。形式が示すように、片方の台車のみモーターが付く。
Be 2/4 2421～2435 Pony
1992年製の3次車相当の増結専用ボギー車。交流誘導電動機のインバータ制御車である。

## 運行
2007年現在次のような系統で運行されている。
- Be 4/6（単独）: 8、15系統
- Be 4/6 + Be 4/6: 7、11、14系統
- Be 4/6 + Be 2/4: 3、4、5、9系統
- Be 4/8（単独): 6、10系統

## 同系車
フォルヒ鉄道（Forchbahn = FB）
Be 4/4 51～58 (1994)
Be 8/8 21/22～31/32 (1976～1986)
Bt 201～204 (1981/1982)
ベルン-ソルトゥルン地域交通（Regionalverkehr Bern-Solothurn = RBS）
Be 4/6 81～89 (1987/1988)→Be 4/8 81～89